# Reedley (Kalifornia)
Reedley – miasto w Stanach Zjednoczonych, w stanie Kalifornia, w hrabstwie Fresno. Według spisu ludności przeprowadzonego przez United States Census Bureau w roku 2010, w Reedley mieszka 24 194 mieszkańców.